# Santa-Reparata-di-Balagna
Santa-Reparata-di-Balagna é uma comuna francesa na região administrativa de Córsega, no departamento da Alta Córsega. Estende-se por uma área de 10,16 km². 